# Inga Cavalli-Björkman
Astrid Inga Birgitta Cavalli-Björkman, född 20 september 1895 i Strömstad, död 17 oktober 1989 i Oscar Fredriks församling i Göteborg, var en svensk psykiater. 
Efter studentexamen 1914 blev Cavalli-Björkman, som var dotter till provinsialläkaren Conrad Cavalli-Björkman, medicine kandidat 1919 i Stockholm och medicine licentiat vid Lunds universitet 1925. Hon blev extra läkare vid Kronprinsessan Victorias kustsanatorium i Vejbystrand 1921, extra läkare vid kirurgiska kliniken i Lund 1922, var t.f. provinsialläkare i olika distrikt 1924, extra läkare vid Lunds hospital och asyl 1925–1926, vid medicinska kliniken i Lund 1926, t.f. provinsialläkare i Jönköpings distrikt samt biträdande förste provinsialläkare i Jönköpings län samma år, e.o. hospitalsläkare av andra klassen vid Växjö hospital 1926–1927, vid Helsingborgs hospital 1927–1929, hospitalsläkare av andra klassen där 1929–1931, därunder t.f. hospitalsläkare av första klassen omkring två år, förste läkare vid Ulleråkers sjukhus i Uppsala 1931–1934, t.f. överläkare av tredje klassen vid Birgittas sjukhus i Vadstena 1931, vid Sankt Olofs sjukhus i Visby 1932 samt vid Ulleråkers sjukhus 1932–1934, överläkare av tredje klassen vid Ryhovs sjukhus i Jönköping 1934–1937, av första klassen samt sjukhuschef vid Källshagens sjukhus i Vänersborg 1937–1961. 
Cavalli-Björkman tilldelades medaljen Illis Quorum av åttonde storleken 1947. Hon är begravd på Galärvarvskyrkogården i Stockholm.